# キーン (ニューハンプシャー州)
キーン （英: Keene）は、アメリカ合衆国ニューハンプシャー州の都市。チェシャー郡の郡庁所在地である。人口は2万3047人（2020年）。キーンには、キーン州立カレッジとアンティオック大学ニューイングランド校がある。毎年カボチャ祭を開催している。

## 歴史
キーンの町は1735年にニューハンプシャーとマサチューセッツの植民地総督ジョナサン・ベルチャーによって、アッパーアシューロットとして認められ、1人5ポンドを払った開拓者63人に区画が与えられた。1736年以降に入植が行われ、フレンチ・インディアン戦争の間は、マサチューセッツ湾植民地を守る砦の町という意図があった。1741年、マサチューセッツとニューハンプシャー両植民地の境界が設定されたときに、アッパーアシューロットはニューハンプシャー植民地の一部になった。
ジョージ王戦争の時（1744年-1748年）、インディアンに攻撃され、町が焼かれた。住民は安全な所に逃げたが、1750年代初期に戻って来て再建することになった。1753年にベニング・ウェントワース総督から再度住民に認証され、ウェントワースがベンジャミン・キーン卿からキーンと名付けた。キーンは駐スペインイギリス公使かつ西インド諸島交易業者だった。キーンはチェシャー郡の中央に位置していたので1769年に郡庁所在地になった。キーンの町域からサリバンとロクスベリーの町が分離した。スワンジー（元ローワーアシューロット）から154エーカー (0.62 km²) の土地を併合した。

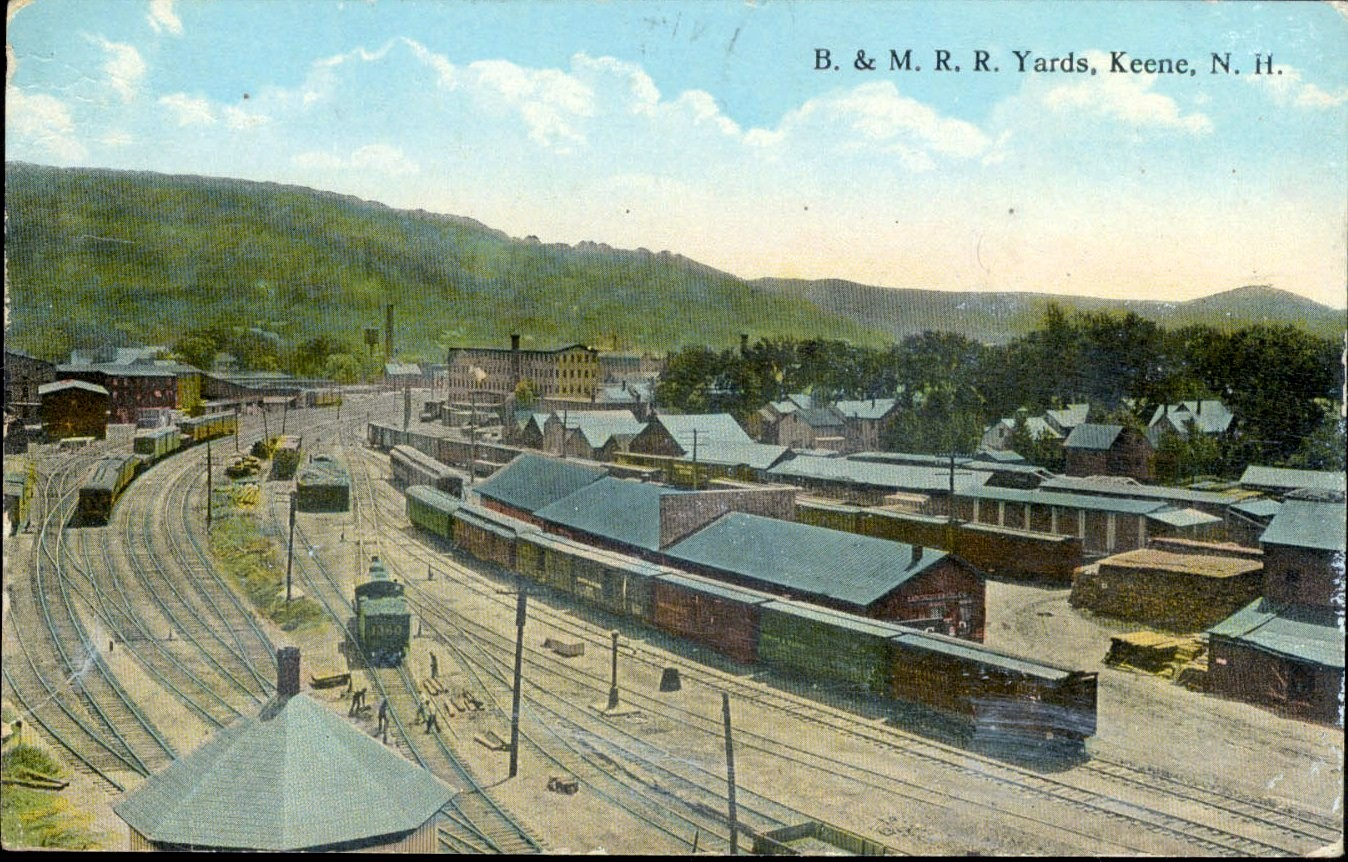
ボストン・アンド・メイン鉄道のキーン駅、1916年頃

イェール大学の学長だったティモシー・ドワイトが旅行記をつけていて、このキーンの町を「ニューイングランドで最も可愛い町」と記していた。古代の湖があった地を丘に囲まれ、肥沃な草原のあるバレーは農業に向いていた。アシューロット川の水力を利用して、製材所、製粉所、皮なめし工場が作られた。1848年に鉄道が開通した後、他にも多くの産業ができた。木製品、ペール、椅子、サッシ、シャッター、ドア、陶器、ガラス、石鹸、毛織物、靴、鞍、草刈り機、4輪馬車、橇を製造する中心になった。レンガ工場や鋳鍛造場もあった。キーンは1874年に市として法人化され、1880年の人口は6,784人になっていた。
しかし、ニューイングランドの製造業は20世紀に入って衰退し、特に世界恐慌の時代が酷かった。今日のキーンは保険業、教育と観光業の中心になっている。それでも繁栄した工業町の名残として、ヴィクトリア期の建築がかなり残っている。その一例がキーン公共図書館であり、1869年頃に工業家ヘンリー・コロニーが建てた第二帝政期建築を使っている。

## 地理
キーン市は北緯42度56分01秒 西経72度16分41秒 / 北緯42.93361度 西経72.27806度 (42.9339, −72.2784)に位置している。
アメリカ合衆国国勢調査局に拠れば、市域全面積は37.6平方マイル (97.4 km2)であり、このうち陸地37.3平方マイル (96.6 km2)、水域は0.2平方マイル (0.5 km2)で水域率は0.67%である。市内をアシューロット川が流れている。市域の最高地点は標高1,388フィート (423 m) のグレイズヒル頂上であり、市域南西隅にある。キーン市域の全体はコネチカット川流域に入っているが、北西の隅はアシューロット川を経てコネチカット川に流れている。
ニューハンプシャー州道は9つの方向からキーンに集まっている。州道9号線は北東の州都コンコード市と北のニューポート町、および南西のノースフィールド町を繋いでいる。州道12号線は北西のウォルポール町とチャールズタウン町、南東のマサチューセッツ州ウィンチェンドン町とを繋いでいる。州道101号線は東のピーターボロー町とマンチェスター市に、州道32号線は南のスワンジー町とマサチューセッツ州アソル町に、州道12号線代替路は北のサリー町とアルステッド町に通じている。州道9号線、10号線、12号線、101号線が使う自動車専用道が市中心街の周り、北と西と南に通っている。
市の真南、スワンジーにディラント・ホプキンス空港がある。

## 気候
キーンは湿潤大陸性気候区にある。四季がはっきりしている。7月の平均最高気温は82°F (28 ℃) 、過去最高気温は102°F (39 ℃) だった。アメリカ合衆国東部にある他の都市と同様、高湿度の季節は熱指数が110にも達する。夏季、西からの雷雨に襲われることがあるが、西にあるグリーン山地が障壁になって嵐の強さを弱らせることがある。最近竜巻に襲われたのは1997年のことだった。
冬は大変厳しいものになる。最近で厳しかったのは2002年から2003年の冬であり、積雪は112.5インチ (286 cm) にもなった。降雪の大半はノーイースターからの雪であり、大西洋岸を北に上がって来て強くなる低気圧によるものである。多くの場合ニューイングランド南部に吹雪を起こしている。最近の例では2005年と2006年の吹雪があった。キーンは冷たい空気が南からの湿った空気にぶつかるところにあるので、冬の嵐が酷くなる。雪とは別に大変寒くもなる。比較的暖かい冬でも最低一晩はサブゼロ (-18 ℃) まで下がる。2004年1月、25日の最高気温が氷点下となり、その内5日は気温が華氏の1桁、1日は零度だった。夜間の最低気温は12日で零度以下となり、7日が-10°F (-23 ℃) 以下だった。過去最低気温は-31°F (-35 ℃) だった。低温に加えて凍るような風が吹き、風速冷却で-30°F (-34 ℃) 以下まで冷える。
降雪は4月末まで起こり続けることがあるが、一方で気温80°F (27 ℃) が3月下旬に起こることもある。秋の天候も同様である。初雪は通常11月初旬であるが、11月半ばになっても気温が60°F (16 ℃) の日もある。降雨は春と秋に多い。例えば、12インチ (300 mm) の記録的降雨と洪水が2005年10月に起こった。翌年5月にもかなりの洪水が起きた。
| キーンの気候           | キーンの気候 | キーンの気候 | キーンの気候 | キーンの気候 | キーンの気候 | キーンの気候 | キーンの気候 | キーンの気候 | キーンの気候 | キーンの気候 | キーンの気候 | キーンの気候 | キーンの気候  |
| 月                     | 1月          | 2月          | 3月          | 4月          | 5月          | 6月          | 7月          | 8月          | 9月          | 10月         | 11月         | 12月         | 年            |
| ---------------------- | ------------ | ------------ | ------------ | ------------ | ------------ | ------------ | ------------ | ------------ | ------------ | ------------ | ------------ | ------------ | ------------- |
| 平均最高気温 °F （°C） | 32.2 (0.1)   | 35.6 (2)     | 45.3 (7.4)   | 58.6 (14.8)  | 71.2 (21.8)  | 79.2 (26.2)  | 83.8 (28.8)  | 81.5 (27.5)  | 73.4 (23)    | 62.4 (16.9)  | 48.6 (9.2)   | 35.4 (1.9)   | 58.93 (14.97) |
| 平均最低気温 °F （°C） | 9.9 (−12.3)  | 12.6 (−10.8) | 23.2 (−4.9)  | 32.9 (0.5)   | 43.5 (6.4)   | 52.7 (11.5)  | 57.4 (14.1)  | 55.9 (13.3)  | 47.8 (8.8)   | 37.2 (2.9)   | 29.5 (−1.4)  | 17.1 (−8.3)  | 34.98 (1.65)  |
| 出典：                 |              |              |              |              |              |              |              |              |              |              |              |              |               |

## 人口動態

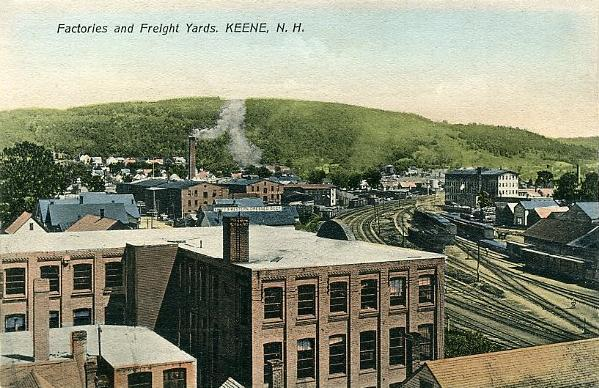
貨物操車場、1907年

以下は2010年国勢調査による人口統計データである。
| 基礎データ - 人口: 23,409 人 - 世帯数: 9,052 世帯 - 家族数: 4,843 家族 - 人口密度: 242.3人/km2（627.6 人/mi2） - 住居数: 9,719 軒 - 住居密度: 100.6軒/km2（260.6 軒/mi2） 人種別人口構成 - 白人: 95.3% - アフリカン・アメリカン: 0.6% - ネイティブ・アメリカン: 0.2% - アジア人: 2.0% - 太平洋諸島系: 0.004% - その他の人種: 0.5% - 混血: 1.4% - ヒスパニック・ラテン系: 1.6% 年齢別人口構成 - 18歳未満: 16.6% - 18-24歳: 24.1% - 25-44歳: 20.6% - 45-64歳: 24.0% - 65歳以上: 14.7% - 年齢の中央値: 34歳 - 性比（女性100人あたり男性の人口） - 総人口: 88.3 - 18歳以上: 85.8 | 世帯と家族（対世帯数） - 18歳未満の子供がいる: 23.0% - 結婚・同居している夫婦: 39.1% - 未婚・離婚・死別女性が世帯主: 10.6% - 非家族世帯: 46.5% - 単身世帯: 31.8% - 65歳以上の老人1人暮らし: 12.6% - 平均構成人数 - 世帯: 2.26人 - 家族: 2.83人 収入と家計 - 収入の中央値 - 世帯: 37,033米ドル - 家族: 49,935米ドル - 性別 - 男性: 32,720米ドル - 女性: 25,488米ドル - 人口1人あたり収入: 20,544米ドル - 貧困線以下 - 対人口: 10.7% - 対家族数: 5.2% - 18歳未満: 8.7% - 65歳以上: 5.6% |

## 市政府
キーン市の政府は市長と15人の委員による市政委員会で構成されている。5つの小選挙区から各2人の委員が選ばれ、残り5人は市全体を選挙区に選ばれている。

## メディア

### 新聞雑誌
- 「キーン・センティネル」
- 「ザ・モナドノック・ショッパー・ニューズ」[11]
- 「ジ・イクイノックス」[12]、キーン州立カレッジの学生新聞
- 「ペアレント・イクスプレス」[13]
- 「FPPニューズ」[14]

### オンライン
- 「バレー・ポスト」[15]、キーンの他バーモント州ブラトルボロとマサチューセッツ州のパイオニア・バレーをカバーしている

### ラジオ
連邦通信委員会の免許を受けるラジオ局がAM2局、FM7局ある。

### テレビ
地元ケーブルテレビの「チェシャーTV」や、公共放送サービス系列のテレビ局などがある。

### 気象情報
- 「キーン・ウェザー」[19]

## 教育

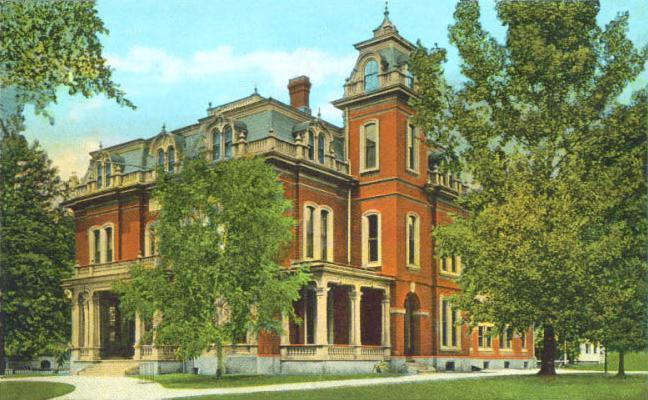
公共図書館、1920年頃

キーンにはキーン州立カレッジがあるので、小さな学園町と見なされることが多い。学生数は5,400人おり、市人口の4分の1以上である。またアンティオック大学ニューイングランド校もある。
中等教育レベルでは、チェシャー郡の主要都市であるので地域教育の中核として機能している。キーン高校は郡内最大の高校であり、生徒数は1,850人である。
市内には中学校1校、小学校5校がある。
ニューハンプシャー州教育管理第29ユニットに属している。

## 文化

### 宗教
キーン市内には20以上の教会と1つのシナゴーグがある。中心街の重要な目印はセントラル広場にあるキリスト連合教会であり、地元では「白い教会」あるいは「広場の頭にある教会」と呼ばれている。この広場に面する2つ目の教会はグレース・ユナイテッド・メソジスト教会であり、「レンガの教会」とも呼ばれたが、現在は新しいクロスウェイ教会となっている（グレース・ユナイテッド・メソジスト教会との関連は無い）。
キーンはローマ・カトリック教会ホーリー・スピリット教区の本部であり、牧師はマンチェスター教区の監督下にあるモナドノック管区の首席司祭である。この教区にはキーン市内のセントバーナードとセントマーガレットメアリーの2つの教会がある。聖公会の教会はセントジェームズ教会であり、ニューハンプシャー聖公会教区に入っている。ギリシャ正教のセントジョージ教会もあり、ボストン都市圏の監督下にある。
市内にあるシナゴーグはコングリゲーション・アハバス・アチムである。
末日聖徒イエス・キリスト教会の建物はキーン地区の本部であり、ナシュア・ステイクの一部となっている。

### 祭
カボチャ祭

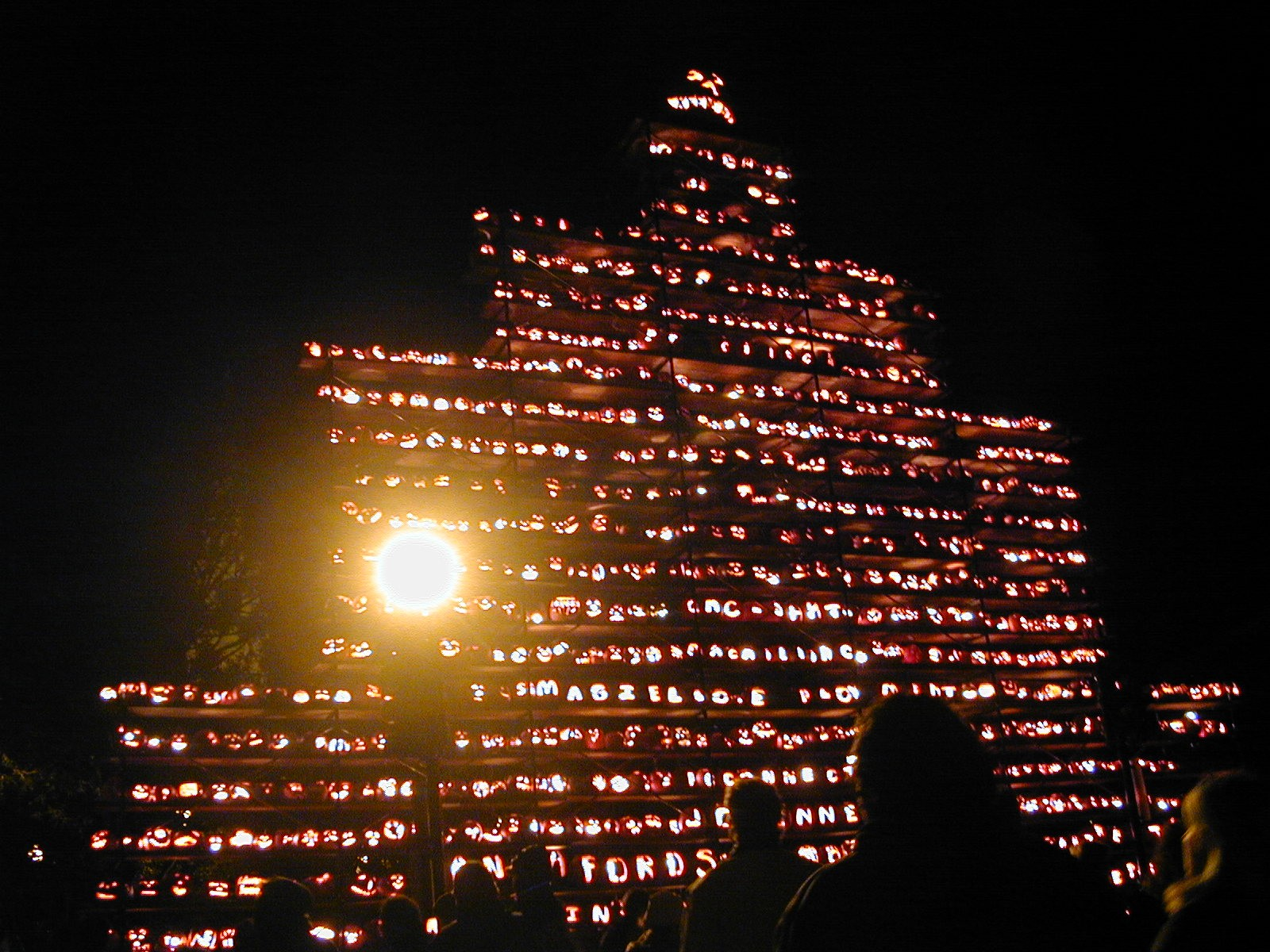
2000年のキーンカボチャ祭で展示された数万個のジャックランタンの一部

毎年10月に「カボチャ祭」が開催されている。この祭りでは、同時に灯されるジャックランタンの世界記録を持っている。まずキーンで2003年に記録を作り、それが2006年にボストンで破られたが、2013年に30,581個で世界記録を取り戻した。通り沿いに積み上げられる巨大な塔の他に、数多いランタンが通りを彩る。フェイスペインティング、花火、音楽などの余興もある。世界中から毎年8万人以上の観客が集まって来る。
キーン音楽祭
毎年8月下旬または9月初旬にキーン音楽祭を開催している。中心街にある幾つかのステージが使われ、無料で公開され、地元企業が後援している。

### 大衆文化の中のキーン市
- 1949年のメル・ファーラー主演の映画『Lost Boundaries』は、長年白人として過ごした黒人医師の話であり、キーン市が舞台である。1949年のカンヌ国際映画祭で最優秀脚本賞を獲得した。

- 1995年のロビン・ウィリアムズ主演の映画『ジュマンジ』は、大半がキーンで撮影された。映画の中では架空のブラントフォードの町とされている。フランクの散髪屋が撮影現場になった。またパリッシュ・シューの看板は映画のために一時的に塗られたものであり、そのご外されていたが、映画の記憶のために再度塗られた。

### 音楽と劇
キーン室内楽オーケストラ、キーン室内シンガーズ、キーン・コーラル、グレーター・キーン・ポップス・クワイア、キーン・ジャズ・オーケストラなど多くの地元団体が定期的に演奏会をおこなっている。
バーバーショップ・ハーモニー協会の地方支部であるチェシャーメン・コーラスは毎週火曜日午後7時から、セントラル広場のキリスト連合協会で演奏している。
モナドノック・パスウェイ・シンガーズは、キーンを本拠にする全てボランティアのホスピス団体であり、会員はチェシャー郡内の多くの町から来ている。養護ホーム、病院、生活支援センターあるいは個人宅で歌を歌っている。
毎年、ライオンズクラブのキーン支部がコロニアル劇場でブロードウェイのミュージカルを興行し、町のための資金を集めている。この劇場は1924年建築であり、その後修復されている。その他の劇場、公演会場としては、キーン高校公会堂、やキーン中学校にある郡内最大のララシー公会堂、キーン州立カレッジにあるパットナム美術講義開館がある。キーン・シネマはキー道路近くにある映画館である。

### スポーツ
ニューイングランド大学間野球リーグに属するキーン・スワンプバッツがキーンを本拠にしている。球場はアラムナイ・フィールドであり、毎夏6月と7月がシーズンである。これまで2000年、2003年、2011年、2013年の4度リーグ優勝してきた。
モナドノック・ウルフパック・ラグビー・フットボール・クラブがキーンを本拠にしている。

### ギャラリー

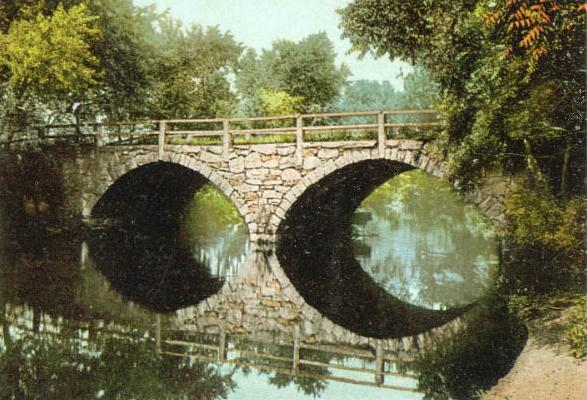
石のアーチ橋、1906年頃
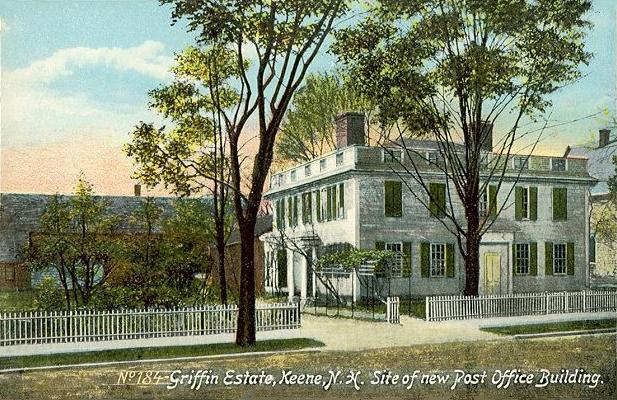
グリフィン荘園、1908年頃
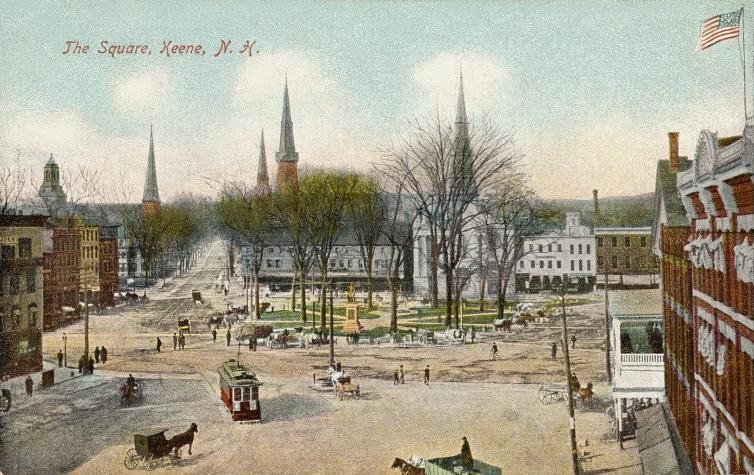
セントラル広場、1907年
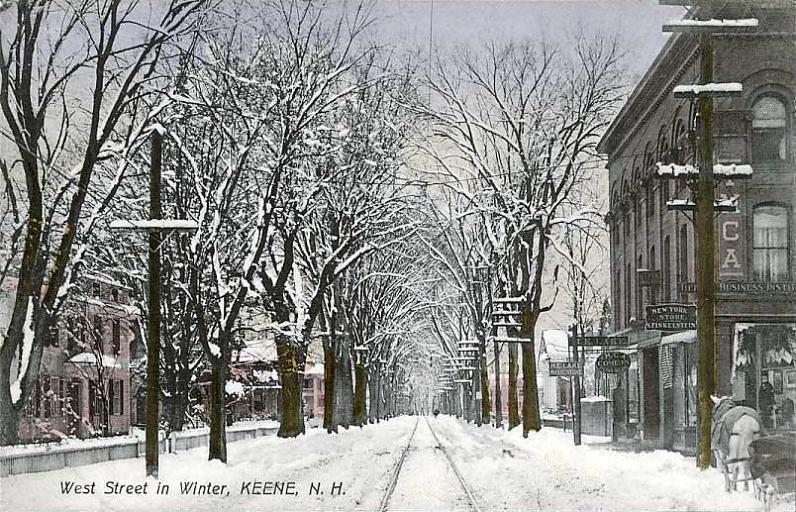
ウェスト通り、1910年

### 国際協力
ドイツのアインベックがキーンのパートナー市である。

### 見どころ
- ホレイショ・コロニー邸博物館と自然保護区[24]
- ワイマン酒場[25]

## 著名な出身者
- クラレンス・デマー（1888年-1958年）、ボストンマラソンで7度優勝したランナー
- ジョジョ（1990年- ）、歌手
- ロバート・ロダット（1953年- ）、映画とテレビの脚本家